# Першотравневе (Роменський район)
Першотравне́ве, — колишнє село в Україні, у Роменському районі Сумської області. Підпорядковувалось Новогребельській сільській раді.

## Історія
Станом на 1984 рік в селі проживало 70 осіб.
15 січня 2003 року рішенням Сумської обласної ради зняте з обліку.

## Географічне розташування
Першотравневе знаходиться на відстані 1 км від села Залатиха. Поруч із селом протікає пересихаючий струмок.